# 雙帶普提魚
雙帶普提魚，又稱雙月斑狐鯛，俗名黑斑瀨魚、新月帶豬魚、鞍背豬魚、桌老闆魚、燕尾豬魚、紅娘仔、黃鶯魚，為輻鰭魚綱鱸形目隆頭魚亞目隆頭魚科的其中一種。

## 分布
本魚分布於印度太平洋區，包括東非、南非、馬達加斯加、模里西斯、塞席爾群島、馬爾地夫、日本、台灣、菲律賓、印尼、中國南海、澳洲、庫克群島、夏威夷、法屬玻里尼西亞、密克羅尼西亞、马里亚纳群岛、美屬薩摩亞、馬紹爾群島、諾魯、索羅門群島、新喀里多尼亞、斐濟群島、萬那杜、吉里巴斯、東加等海域。

## 深度
水深3至30公尺。

## 特徵
本魚背鰭硬棘間缺刻明顯。尾鰭截形，上下葉略突出。體長型，側扁。上下頜突出，前側具 4強犬齒，上頜每側具一大圓犬齒。頰部與鰓蓋被鱗；下頜無鱗。魚體呈淡紅色，腹面顏色較淡，在背鰭第一及第二棘間有一黑斑，成魚在背鰭基底末端和側線間有一8至9鱗片長的鞍狀大黑斑。幼魚身上有許多平行的紅色縱紋，體後鞍狀斑寬，和背鰭、臀鰭相連，背鰭末端和臀鰭黑色。背鰭硬棘12枚、背鰭軟條10枚、臀鰭硬棘3枚、臀鰭軟條12枚。體長可達60公分。

## 生態
本魚棲息在岩礁區和珊瑚礁區，單獨活動，以底棲無脊椎動物為食。

## 經濟利用
為食用性魚類，清蒸、紅燒均可，而其幼魚體色鮮明亦可為觀賞用。